# Girancourt
Cet article possède un paronyme, voir Gironcourt-sur-Vraine.
Girancourt est une commune française située dans le département des Vosges, en région Grand Est.
Situé dans la communauté d'agglomération d'Épinal, Girancourt est traversé par le canal de l'Est, axe important creusé à la fin du XIXe siècle.
Le village a une histoire (maison-forte des Dames de Remiremont, pétrolerie), un patrimoine (croix des brûlées, église Saint-Brice, fort du système Séré de Rivières) et une activité économique (zone des Mitroches, zone de Truzey) non négligeables, mais reste toutefois un village-dortoir de la ceinture spinalienne.

## Géographie

### Localisation

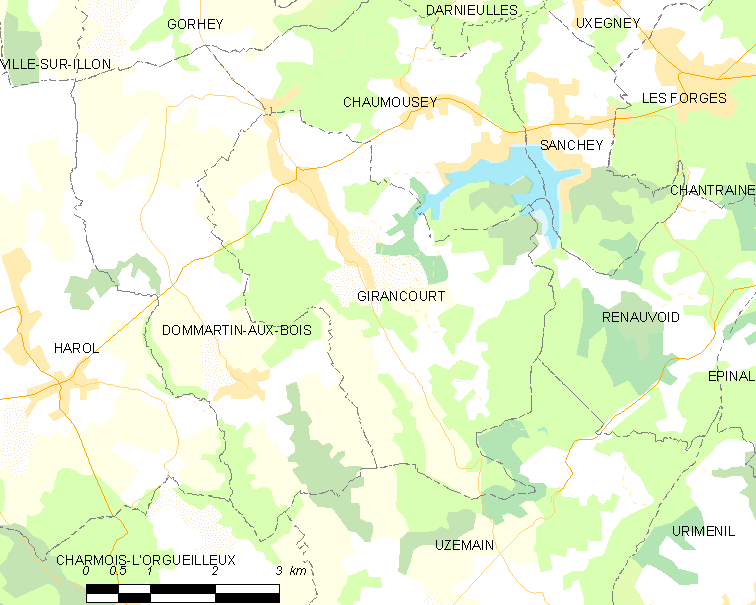
Situation géographique de Girancourt.

Situé dans la plaine sous-vosgienne (partie ouest du département des Vosges), le village s'étend sur plusieurs kilomètres, le long du canal de l'Est. Il se situe par ailleurs, à « vol d'oiseau », à 10,3 km d'Épinal, préfecture du département.

### Communes limitrophes
|                    | Chaumousey |           |
| Dommartin-aux-Bois | Girancourt | Renauvoid |
|                    | Uzemain    |           |

### Géologie et relief
- Bourg et limites communales
- Grès vosgien (t1c)
- Couches intermédiaires (t2a)
- Grès à Voltzia (t2b)
- Argilites rouges et marnes grises (t4)
- Alluvions fluviatiles (Fz)

Carte géologique simplifiée de Girancourt.
Bourg et limites communales
Grès vosgien (t1c)
Couches intermédiaires (t2a)
Grès à Voltzia (t2b)
Argilites rouges et marnes grises (t4)
Alluvions fluviatiles (Fz)
Ligne en tirets : faille de Girancourt

Girancourt, établie dans la plaine sous-vosgienne, fait encore partie du Bassin parisien limité à l'est par le massif des Vosges ; elle est située sur le bord oriental de cette grande cuvette sédimentaire.
La grande majorité des strates affleurantes sont des terrains du Trias inférieur ou moyen, généralement un peu plus récents à l'ouest et plus anciens à l'est car les formations géologiques observent un faible pendage vers l'ouest. L'épaisse couche du grès vosgien (t1c) déposée il y a environ 252 Ma (millions d'années) n'est toutefois visible que dans les vallées où l'érosion des cours d'eau l'a mise au jour à l'est de la commune ; la « faille de Girancourt », qui traverse la commune du nord au sud, la révèle également dans la partie méridionale du territoire. Les couches intermédiaires (t2a), au faciès variable et mal déterminé, sont largement affleurantes à l'est de la faille. Ce sont des grès, comportant parfois des lentilles d'argile, qui se désagrègent souvent en sables et qui ne recèlent que très peu, voire pas d'inclusions fossiles ; ils datent d'environ 249 Ma. Le grès à Voltzia (t2b), du nom d'un genre éteint de conifères dont les fossiles sont fréquents dans la roche, occupe principalement la partie sud du territoire à l'ouest de la faille ; il est daté de - 245 Ma. Les argilites rouges et les marnes grises (t4) âgées d'environ 235 Ma sont cantonnées à la partie nord-ouest de la commune. Des alluvions récentes (Fz) déposées au Quaternaire tapissent les vallées de certains cours d'eau ainsi que le fond de la faille de Girancourt.
Le territoire de Girancourt, allongé du nord-nord-est vers le sud-sud est, mesure 7,5 × 4,5 km dans ses plus grandes dimensions ; il est partagé en deux de manière inégale par la faille de Girancourt décentrée vers l'ouest. La superficie de la commune est de 1 766 hectares quand la surface moyenne d'une commune de France métropolitaine s'établit à 1 490 hectares en 2014 ; son altitude varie entre 337  et   461 mètres. L'altitude minimale est rencontrée dans la vallée du ruisseau des Sept Pêcheurs et du canal de l'Est en limite d'Uzemain et une butte dans le bois du Safaing, non loin du réduit du Thiéha au sud-est, marque le point culminant, encore une fois près du territoire d'Uzemain.

### Hydrographie et les eaux souterraines
Hydrogéologie et climatologie : Système d’information pour la gestion des eaux souterraines du bassin Rhin-Meuse :
Territoire communal : Occupation du sol (Corinne Land Cover); Cours d'eau (BD Carthage),
Géologie : Carte géologique; Coupes géologiques et techniques,
 Hydrogéologie : Masses d'eau souterraine; BD Lisa; Cartes piézométriques.
Le ruisseau des Sept Pêcheurs,, principal cours d'eau naturel de la commune, prend sa source sous le canal de l'Est, au niveau de l'ancien port — le ruisseau et le canal empruntent le tracé de la faille de Girancourt en se dirigeant vers le sud. Le ruisseau est un affluent du Côney, lui-même affluent de la Saône. Girancourt se situe donc en grande partie dans le bassin hydrographique de la mer Méditerranée, dont elle constitue, en France, une des communes les plus septentrionales.
Girancourt fait d'ailleurs partie du périmètre de l'agence de l'eau Rhône-Méditerranée-Corse. De petits ruisseaux prenant leur source sur les hauteurs de l'est et du nord-est contribuent à l'alimentation du réservoir de Bouzey ; la partie occidentale de ce dernier, sous le nom d'étang de l'Abbaye, se trouve partiellement sur la commune de Girancourt.
Par ailleurs, quelques marais sont présents sur le territoire communal, de même que des étangs formés par des retenues sur les ruisseaux.

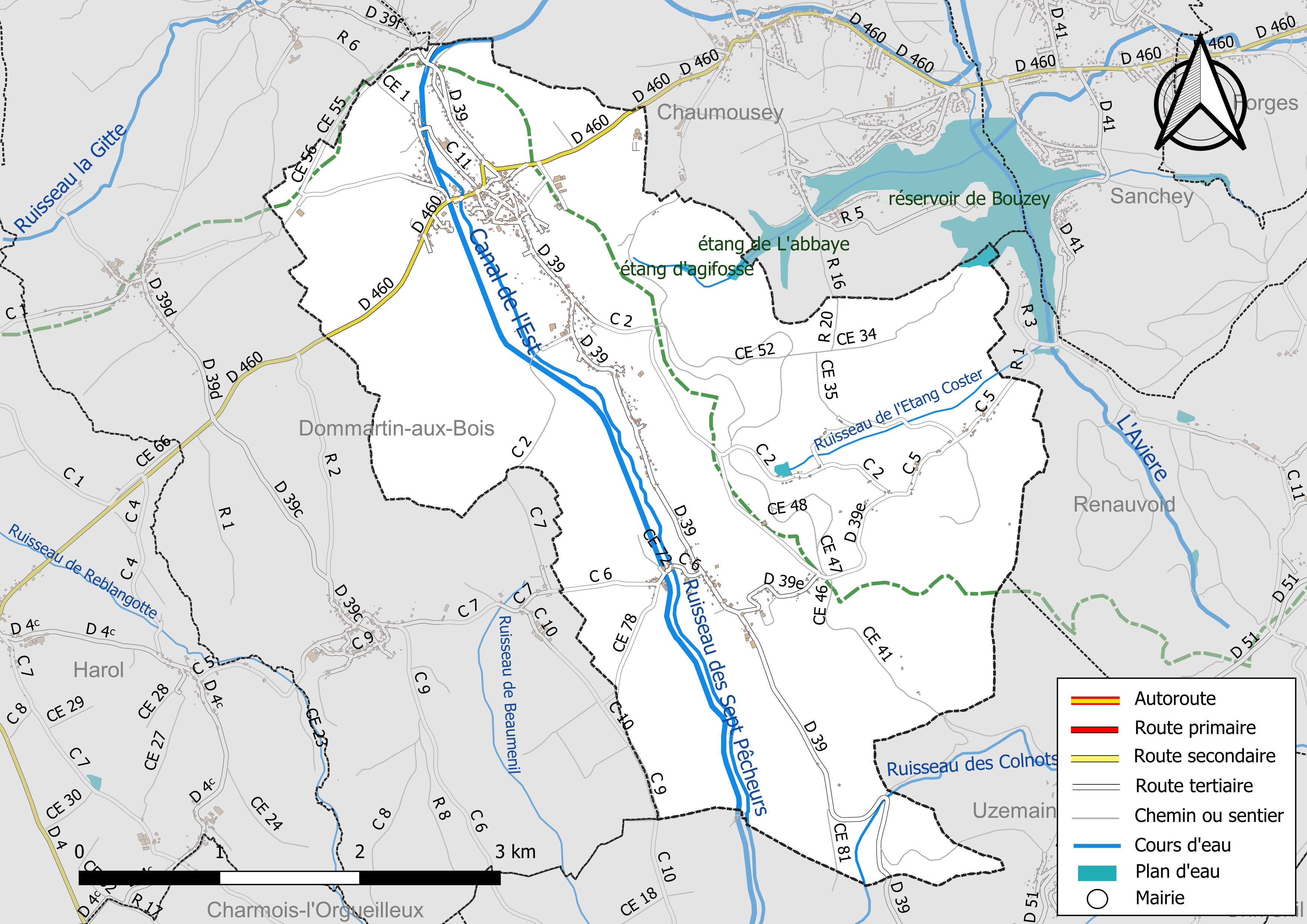
Réseaux hydrographique et routier de Girancourt.

### Voies de communication et transports
Le canal de l'Est traverse la commune du nord vers le sud. Le port a accueilli des activités industrielles, en particulier une pétrolerie, mais ne sert plus aujourd'hui qu'aux activités de plaisance. Le réservoir de Bouzey, qui contribue à l'alimentation du bief supérieur du canal, empiète sur la partie orientale de la commune.

#### Transports en commun
- Fluo Grand Est.

#### Lignes SNCF
- De 1886 à 1976, la commune est traversée par la ligne de chemin de fer Jussey (Haut-Saône) ― Épinal. Une voie spécifique reliait la ligne au port et permettait les transbordements. Toutefois, la gare dite « de Girancourt », dont le bâtiment est conservé, se situe sur le territoire de la commune de Chaumousey.
- Gare d'Épinal.

### Climat
Pour des articles plus généraux, voir Climat du Grand Est et Climat des Vosges.
En 2010, le climat de la commune est de type climat des marges montargnardes, selon une étude du Centre national de la recherche scientifique s'appuyant sur une série de données couvrant la période 1971-2000. En 2020, Météo-France publie une typologie des climats de la France métropolitaine dans laquelle la commune est exposée à un climat semi-continental et est dans la région climatique Lorraine, plateau de Langres, Morvan, caractérisée par un hiver rude (1,5 °C), des vents modérés et des brouillards fréquents en automne et hiver.
Pour la période 1971-2000, la température annuelle moyenne est de 9,5 °C, avec une amplitude thermique annuelle de 17 °C. Le cumul annuel moyen de précipitations est de 1 044 mm, avec 12,4 jours de précipitations en janvier et 10,3 jours en juillet. Pour la période 1991-2020, la température moyenne annuelle observée sur la station météorologique de Météo-France la plus proche, « Dommartin-aux-Bois_sapc », sur la commune de Dommartin-aux-Bois à 3 km à vol d'oiseau, est de 10,6 °C et le cumul annuel moyen de précipitations est de 908,9 mm. 
La température maximale relevée sur cette station est de 39,4 °C, atteinte le 25 juillet 2019 ; la température minimale est de −17,5 °C, atteinte le 20 décembre 2009,,.
Les paramètres climatiques de la commune ont été estimés pour le milieu du siècle (2041-2070) selon différents scénarios d'émission de gaz à effet de serre à partir des nouvelles projections climatiques de référence DRIAS-2020. Ils sont consultables sur un site dédié publié par Météo-France en novembre 2022.

## Urbanisme

### Typologie
Au 1er janvier 2024, Girancourt est catégorisée commune rurale à habitat dispersé, selon la nouvelle grille communale de densité à sept niveaux définie par l'Insee en 2022.
Elle est située hors unité urbaine. Par ailleurs la commune fait partie de l'aire d'attraction d'Épinal, dont elle est une commune de la couronne,. Cette aire, qui regroupe 118 communes, est catégorisée dans les aires de 50 000 à moins de 200 000 habitants,.

### Occupation des sols
L'occupation des sols de la commune, telle qu'elle ressort de la base de données européenne d’occupation biophysique des sols Corine Land Cover (CLC), est marquée par l'importance des territoires agricoles (53,2 % en 2018), en diminution par rapport à 1990 (54,6 %). La répartition détaillée en 2018 est la suivante :
forêts (40,8 %), zones agricoles hétérogènes (21,7 %), terres arables (19,2 %), prairies (12,3 %), zones urbanisées (5,9 %), eaux continentales (0,1 %). L'évolution de l’occupation des sols de la commune et de ses infrastructures peut être observée sur les différentes représentations cartographiques du territoire : la carte de Cassini (XVIIIe siècle), la carte d'état-major (1820-1866) et les cartes ou photos aériennes de l'IGN pour la période actuelle (1950 à aujourd'hui).

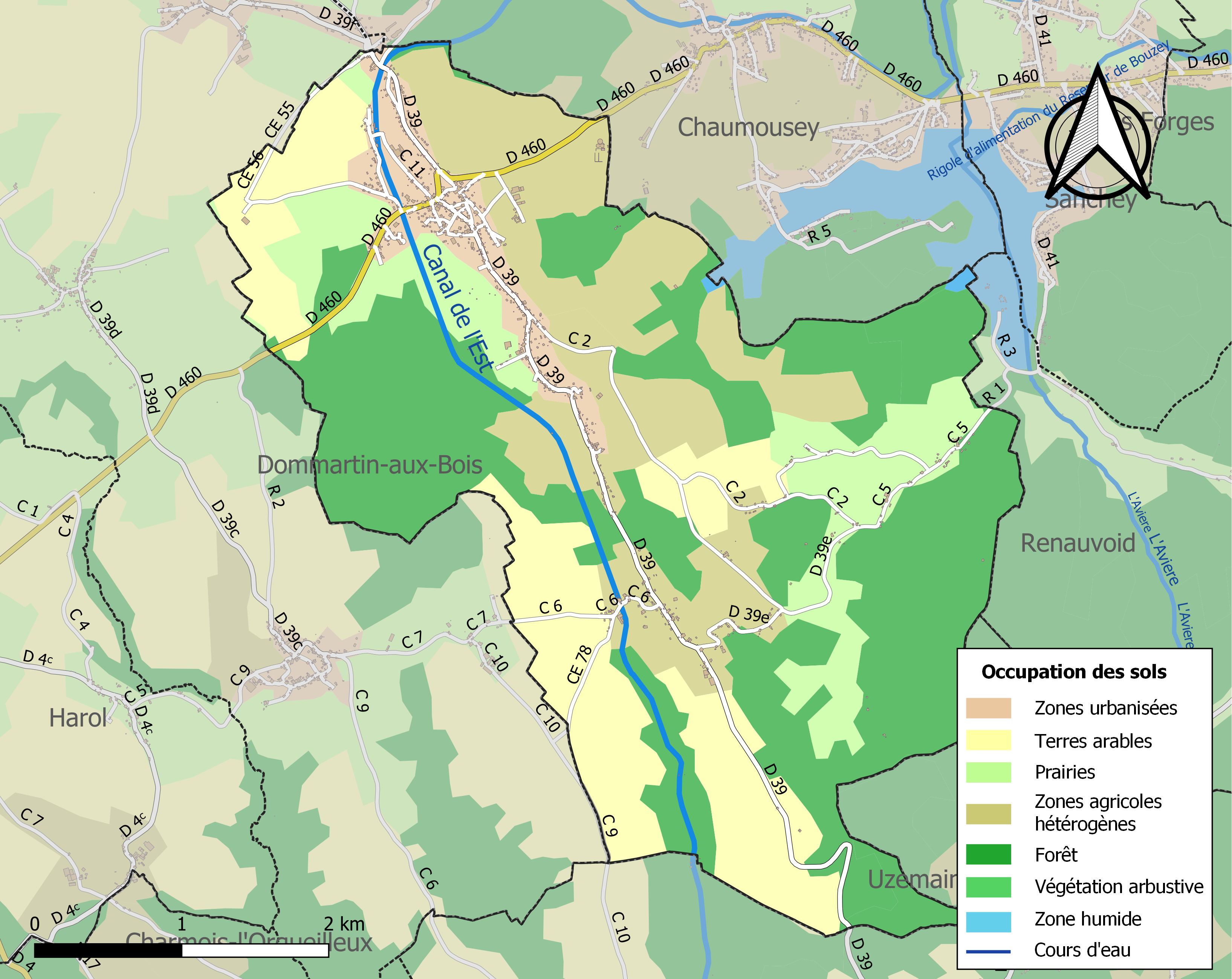
Carte des infrastructures et de l'occupation des sols de la commune en 2018 (CLC).

### Morphologie urbaine
Le bourg du village est situé au nord du territoire communal au carrefour de deux voies départementales, les D 460 et D 39, mais la zone d'urbanisation dense s'étend le long de la D 39 sur plus de 3 km, depuis la limite communale avec Chaumousey jusque vers le sud[C'est-à-dire ?].
On relève également quelques hameaux excentrés tels le Bois-de-Girancourt et le Void-de-Girancourt.

### Logement
En 2009, le nombre total de logements dans la commune était de 366, alors qu'il était de 298 en 1999.
Parmi ces logements, 91,9 % étaient des résidences principales, 3 % des résidences secondaires et 5,1 % des logements vacants. Ces logements étaient pour 93,4 % d'entre eux des maisons individuelles et pour 6,6 % des appartements.
La proportion des résidences principales, propriétés de leurs occupants était de 86,8 %, en légère hausse par rapport à 1999 (84,6 %).

### Nouveaux aménagements
Une nouvelle chaufferie a été réalisée fin 2017 à côté du préau de l'école, ainsi qu'une extension à la salle polyvalente,,.
En 2024, le bâtiment de la mairie a été rénové et de nombreuses places de stationnement ont été créées pour les utilisateurs du centre-bourg  (la mairie, la salle polyvalente, la salle multi-activités, l'église, l'école et des logements). L'arbre du Bicentenaire de la Révolution, planté par le conseil municipal et les élèves le 25 mars 1989, a été abattu. Un nouvel aménagement paysagé est prévu pour finaliser le projet.

## Toponymie
Mentionné sous la forme Girancurtis au XIe siècle, puis Girancort en 1195 et Girandicuria au XIIe la terminaison « court » vient de curtis ou « cour ». Cela viendrait d'un nom d'origine germanique Gisramnus, propriétaire à qui appartenait une ferme à l'époque mérovingienne. La mention Girandi curtis dans la fondation du prieuré de Deuilly, en 1044, contrairement à ce qu'affirment Dom Calmet et à sa suite, Lepage, puis Chevreux et Louis, ne fait pas référence à Girancourt, mais à Gérardcourt, hameau de Ville-en-Vermois.

## Histoire
Le village nommé Girancuria puis Girancourt était autrefois le chef-lieu d'un ban qui comprenait le Void-de-Girancourt, Adoncourt, Barbonfaing, Dommartin-aux-Bois, Agémont, Méloménil, Naymont, les Granges de Renaufief et de Renauvoid, Olima, Thiélouze et la Rue-d'Uzemain. C'est par un acte du 6 avril 1232 que ce ban est compté comme relevant de l'abbaye de Remiremont. En 1289, Vauthier de Montfaucon, chevalier, déclara qu'il était devenu l'homme-lige du duc Ferry III de Lorraine et qu'il avait repris de lui la moitié du ban de Hairo (Harol) et de Girancourt.
Le 29 janvier 1610, François Dubois, receveur d'Arches, vendit au duc Henri II les deux tiers en la moitié de la seigneurie de Girancourt 3 300 francs. L'église de Remiremont prenait, au ban de Girancourt, moitié dans toutes les épaves, confiscations, attrahières, morte-mains, et tous les profits de haute, moyenne et basse justice.
D'autre part, les forêts appartenaient au chapitre de Remiremont mais aussi au seigneur Canon, marquis de Ville-sur-Illon situé à neuf kilomètres de Girancourt.
Les abbesses et dames de Remiremont avaient une maison-forte à Girancourt construit à l'emplacement du quai de transbordement du port du canal. Cette maison-forte était entourée de mares et de profonds fossés remplis d'eau, pour en défendre l'accès.
Au mois de mai, les dames venaient y faire un séjour. Des écrits ont transmis que les habitants de Girancourt devaient venir chaque nuit battre l'eau à tour de rôle pour faire taire le coassement des grenouilles.
Les dames venaient de Remiremont par un chemin spécial qui reliait les deux localités et que l'on appelle de nos jours « le chemin des Dames ». Elles avaient d'ailleurs un autre chemin qui reliait leur château à Ville-sur-Illon, c'est le chemin dit « voie de la Ville. » Ces routes étaient entretenues en bon état par la corvée.
Girancourt a eu à souffrir pendant la guerre de Trente Ans de l'invasion des Suédois qui le détruisirent presque entièrement à l'exception de trois maisons mais il se reconstruisit rapidement.
L'église, dédiée à saint Brice, date de 1721-1722. Elle était du diocèse de Saint-Dié, doyenné de Jorxey. La cure était à la collation du chapitre de Remiremont. Les actes de baptêmes, mariages et sépultures commencent en 1654.
Avant le 19 vendémiaire an X (11 octobre 1801), Girancourt était chef-lieu d'un canton, à l'origine le 3e du district d'Épinal.
L'école des garçons fut construite en 1828 et celle des filles en 1860.

## Politique et administration

### Administration municipale
Le nombre d'habitants au dernier recensement étant compris entre 500  et   1 499,et 1 499, le nombre de membres du conseil municipal est de 15.
entre 500  et   1 499,

### Liste des maires
| Période                                  | Période                   | Identité                                        | Étiquette | Qualité                                                                                           |
| ---------------------------------------- | ------------------------- | ----------------------------------------------- | --------- | ------------------------------------------------------------------------------------------------- |
| Les données manquantes sont à compléter. |                           |                                                 |           |                                                                                                   |
| 1900                                     | 1913                      | Jean-Joseph Sachot                              |           |                                                                                                   |
| 1913                                     | 1914                      | Arsène Naudin                                   |           |                                                                                                   |
| 1914                                     | 1920                      | Jules Perchet                                   |           |                                                                                                   |
| 1920                                     | 1935                      | Florian Breton                                  |           |                                                                                                   |
| 1935                                     | 1945                      | Henri Colin                                     |           |                                                                                                   |
| 1945                                     | mars 1959                 | Émile Mangeard                                  |           |                                                                                                   |
| mars 1959                                | avril 1971                | Thomas René                                     |           |                                                                                                   |
| avril 1971                               | mars 1989                 | André Rémy                                      | DVD       |                                                                                                   |
| mars 1989                                | mars 2001                 | Maurice Bourguignon (1934-2022)                 |           |                                                                                                   |
| mars 2001                                | En cours (au 25 mai 2020) | Yannick Villemin Réélu pour le mandat 2020-2026 | DVD       | - Président communauté de communes du POVA (depuis 2008) - conseiller départemental (depuis 2015) |

### Tendances politiques et résultats
Le résultat de l'élection présidentielle de 2012 dans cette commune est le suivant :
| Candidat       | Candidat                    | Premier tour | Premier tour | Second tour | Second tour |
| Candidat       | Candidat                    | Voix         | %            | Voix        | %           |
| -------------- | --------------------------- | ------------ | ------------ | ----------- | ----------- |
|                | Eva Joly (EÉLV)             | 13           | 2,24         |             |             |
|                | Marine Le Pen (FN)          | 139          | 23,92        |             |             |
|                | Nicolas Sarkozy (UMP)       | 145          | 24,96        | 255         | 46,36       |
|                | Jean-Luc Mélenchon (FG)     | 52           | 8,95         |             |             |
|                | Philippe Poutou (NPA)       | 8            | 1,38         |             |             |
|                | Nathalie Arthaud (LO)       | 3            | 0,52         |             |             |
|                | Jacques Cheminade (SP)      | 1            | 0,17         |             |             |
|                | François Bayrou (MoDem)     | 47           | 8,09         |             |             |
|                | Nicolas Dupont-Aignan (DLR) | 13           | 2,24         |             |             |
|                | François Hollande (PS)      | 160          | 27,54        | 295         | 53,64       |
|                |                             |              |              |             |             |
| Inscrits       | Inscrits                    | 648          | 100,00       | 648         | 100,00      |
| Abstentions    | Abstentions                 | 57           | 8,80         | 60          | 9,26        |
| Votants        | Votants                     | 591          | 91,20        | 588         | 90,74       |
| Blancs et nuls | Blancs et nuls              | 10           | 1,54         | 38          | 5,86        |
| Exprimés       | Exprimés                    | 581          | 89,66        | 550         | 84,88       |

### Jumelages
Au 5 septembre 2014, Girancourt n'est jumelée avec aucune commune.

## Population et société

### Démographie

#### Évolution démographique
Les habitants de la commune sont appelés couramment les Girancourtois, mais l'usage étymologiquement correct serait plutôt les Girancurtiens.

L'évolution du nombre d'habitants est connue à travers les recensements de la population effectués dans la commune depuis 1793. Pour les communes de moins de 10 000 habitants, une enquête de recensement portant sur toute la population est réalisée tous les cinq ans, les populations de référence des années intermédiaires étant quant à elles estimées par interpolation ou extrapolation. Pour la commune, le premier recensement exhaustif entrant dans le cadre du nouveau dispositif a été réalisé en 2006.

En 2022, la commune comptait 873 habitants, en évolution de −3,32 % par rapport à 2016 (Vosges : −2,96 %, France hors Mayotte : +2,11 %).
| 1793 | 1800 | 1806 | 1821 | 1831 | 1836 | 1841 | 1846 | 1856 |
| ---- | ---- | ---- | ---- | ---- | ---- | ---- | ---- | ---- |
| 625  | 634  | 689  | 758  | 855  | 793  | 811  | 800  | 810  |

| 1861 | 1866 | 1876 | 1881 | 1886 | 1891 | 1896 | 1901 | 1906 |
| ---- | ---- | ---- | ---- | ---- | ---- | ---- | ---- | ---- |
| 755  | 758  | 708  | 995  | 957  | 837  | 741  | 808  | 873  |

| 1911 | 1921 | 1926 | 1931 | 1936 | 1946 | 1954 | 1962 | 1968 |
| ---- | ---- | ---- | ---- | ---- | ---- | ---- | ---- | ---- |
| 855  | 650  | 633  | 610  | 594  | 566  | 578  | 578  | 555  |

| 1975 | 1982 | 1990 | 1999 | 2006 | 2011 | 2016 | 2021 | 2022 |
| ---- | ---- | ---- | ---- | ---- | ---- | ---- | ---- | ---- |
| 516  | 680  | 742  | 759  | 805  | 867  | 903  | 882  | 873  |

### Enseignement
La commune est rattachée à l'académie de Nancy-Metz, dans la zone B du calendrier scolaire.
Elle administre une école maternelle et une école élémentaire sur la place de la mairie qui comptaient 157 élèves en 2013-2014. Elle accueille les enfants de Girancourt et de Dommartin-aux-Bois dans le cadre d'un regroupement pédagogique intercommunal entre ces deux communes. Une cantine, ainsi qu'une accueil périscolaire sont installés pour les élèves au 2e étage de la salle polyvalente communale.
Pour poursuivre leurs études, les élèves vont au collège à Dompaire (364 élèves en 2013-2014) ou dans l'un des quatre collèges d'Épinal puis dans un lycée à Épinal.

### Santé
Une pharmacie ainsi que plusieurs cabinets de médecins, un masseur kinésithérapeute, des infirmières et un dentiste sont rassemblés à la Maison des services.

### Cultes
Culte catholique. L'église de Girancourt est rattachée à la paroisse Saint-Jean-Baptiste-de-l’Avière dans le diocèse de Saint-Dié. L'église est placée sous le patronage de saint Brice.

### Manifestations culturelles et festivités
L' « Association sportive Girancourt Dommartin-aux-Bois Chaumousey » (ASDGC) organise, le dernier week-end de juin, la « foire à la frite » associant un déballage commercial, une fête foraine et un bal populaire avec un défilé de jeunes filles à l'issue duquel est élue « Miss ASGDC ».

## Économie

### Revenus et fiscalité
En 2011, le revenu fiscal médian par ménage était de 31 890 €, ce qui plaçait Girancourt au 12 574e rang parmi les 31 886 communes de plus de 49 ménages en métropole.
En 2009, 37,7 % des foyers fiscaux n'étaient pas imposables.

### Budget et fiscalité 2022
En 2022, le budget de la commune était constitué ainsi :
- total des produits de fonctionnement : 760 000 €, soit 832 € par habitant ;
- total des charges de fonctionnement : 588 610 000 €, soit 667 € par habitant ;
- total des ressources d'investissement : 679 000 €, soit 743 € par habitant ;
- total des emplois d'investissement : 578 000 €, soit 632 € par habitant ;
- endettement : 824 000 €, soit 901 € par habitant.

Avec les taux de fiscalité suivants :
- taxe d'habitation : 11,34 % ;
- taxe foncière sur les propriétés bâties : 39,64 % ;
- taxe foncière sur les propriétés non bâties : 27,38 % ;
- taxe additionnelle à la taxe foncière sur les propriétés non bâties : 0,00 % ;
- cotisation foncière des entreprises : 0,00 %.

Chiffres clés Revenus et pauvreté des ménages en 2021 : médiane en 2021 du revenu disponible, par unité de consommation : 24 610 €.

### Emploi
En 2009, la population âgée de 15  à   64 ans s'élevait à 564 personnes, parmi lesquelles on comptait 75,9 % d'actifs dont 69,2 % ayant un emploi et 6,7 % de chômeurs.
On comptait 135 emplois dans la zone d'emploi, contre 92 en 1999. Le nombre d'actifs ayant un emploi résidant dans la zone d'emploi étant de 391, l'indicateur de concentration d'emploi est de 34,7 %, ce qui signifie que la zone d'emploi n'offre qu'un emploi pour trois habitants actifs.

### Entreprises et commerces
Au 31 décembre 2010, Girancourt comptait 55 établissements : 15 dans l’agriculture-sylviculture-pêche, 2 dans l'industrie, 8 dans la construction, 19 dans le commerce-transports-services divers et 11 étaient relatifs au secteur administratif ; sur ces 55 établissements, 43  ne font appel à aucun salarié, 11 comptent 1 à 9 salariés ; la dernière a un effectif de 11 employés.
En 2011, deux entreprises ont été créées à Girancourt.
La commune comprend quelques commerces, entreprises et services. Elle fait partie de la communauté d'agglomération d'Épinal dans le territoire de laquelle la plupart des habitants travaillent.

## Culture locale et patrimoine

### Lieux et monuments
La commune ne compte pas de monument répertorié à l'inventaire des monuments historiques ou à l'inventaire général du patrimoine culturel.

#### Patrimoine religieux

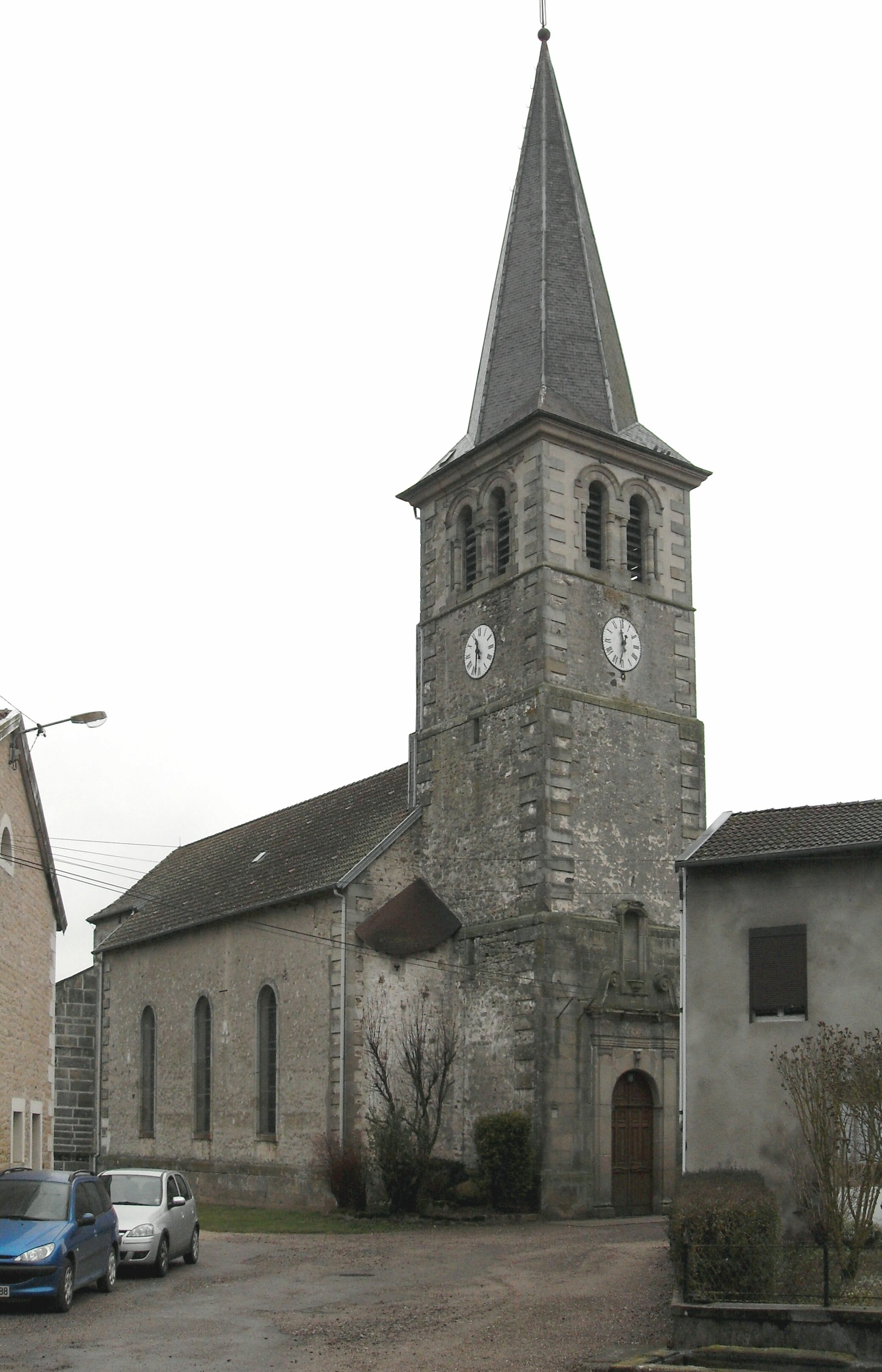
L'église Saint-Brice avant restauration (2009).
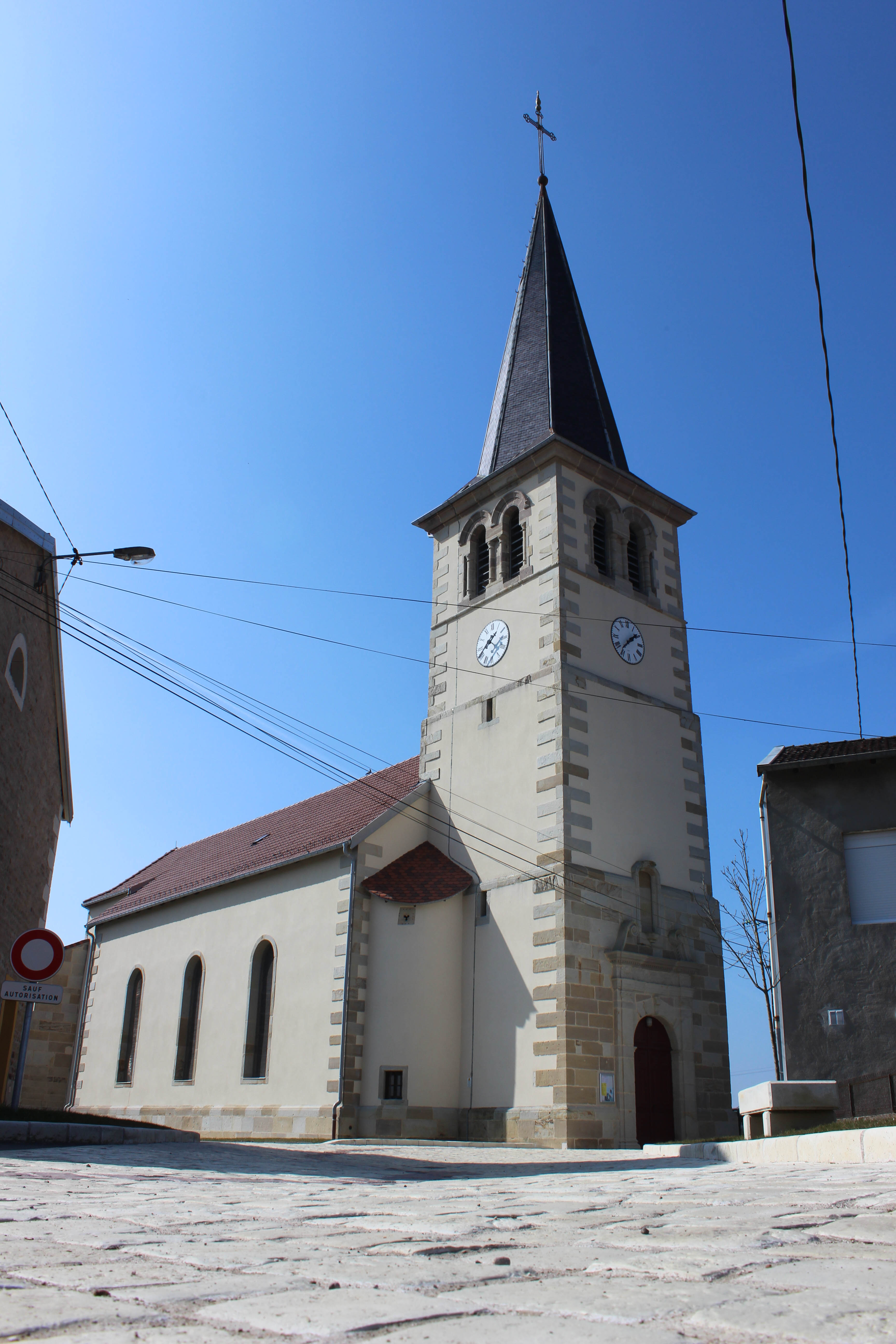
L'église Saint-Brice après restauration (2015).
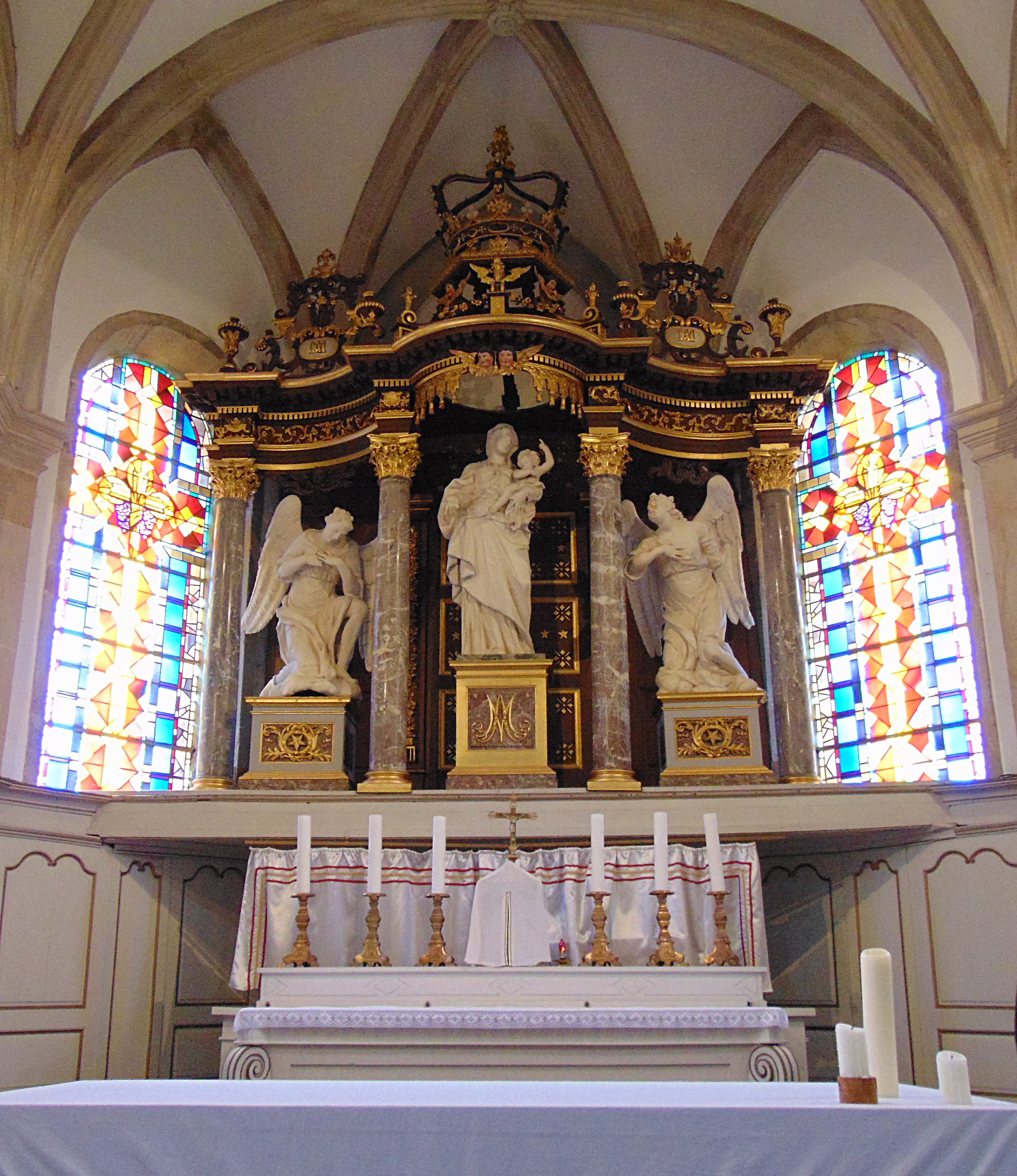
Retable de l'église de Girancourt (originaire de l'abbaye de Chaumousey).

- L'église Saint-Brice, datant de 1721 (tour datant de 1722) et récemment restaurée[51]. Elle compte deux objets « classés » à l'inventaire des monuments historiques[52] et aucun répertorié à l'inventaire général du patrimoine culturel[53] : une statue représentant « La Vierge à l'enfant », datée du XVIe siècle et « classée » depuis le 29 septembre 1965[54] ; et un retable avec trois statues représentant la Vierge entre deux anges, datés du XVIIIe siècle et « classés » depuis le 27 décembre 1907[55] (L'ensemble des trois statues provient de l'abbaye de Chaumousey).
- Le cimetière[56] est transféré à 300 m au sud-est de l'église en 1898-1906[57].
- La croix des brûlées se situant – selon des traditions longtemps orales puis enfin écrites – à l'emplacement où de prétendues sorcières furent immolées par l'odieuse répression qui fit en Lorraine un nombre effarant de victimes, un procureur de Charmes du nom de Nicolas Rémy ou par certaines dames chanoinesses de Remiremont ayant été, entre les années 1550 et 1630, d'éperdues chasseuses de sorciers. Cette croix en pierre avait été brisée. Lors de la restauration, elle n'a pas été remise dans l'orientation originelle[58], face au soleil couchant. Une aire de jeux y a été aménagée dans les années 2000.
- Les autres calvaires de la commune sont la croix du centre (place de la mairie), la croix Jean Lane (rue de la gare), la croix du Void (rue d'Agémont) et la croix de la fille (route de Renauvoid).

#### Patrimoine civil
- La mairie avec la salle des fêtes attenantes (place de la mairie).
- Le monument aux morts[59] (rue de l'église) est une colonne quadrangulaire en granit où est gravée l'inscription suivante : GIRANCOURT À SES ENFANTS MORTS POUR LA FRANCE 1914 1918. Il regroupe les noms des soldats de la commune morts lors de la Première Guerre mondiale (trente noms), la Seconde Guerre mondiale (cinq noms) et la guerre d'Indochine (un nom).
- L'école communale[60] (rue de l'église) compte six classes de la petite section au cours moyen deuxième année.
- Les lavoirs[61] construits au XIXe en suivant les théories de l'hygiénisme : le lavoir de Girancourt (rue de Darney), le lavoir du Void (rue de Xertigny au Void-de-Girancourt), le lavoir du canal (rue d'Agémont au Void-de-Girancourt)...
- L'ancienne gare et sa halle à marchandises étaient situées sur l'ancienne ligne de chemin de fer reliant Darnieulles (et donc Épinal à Jussey dans la Haute-Saône. La ligne et la gare sont ouvertes en 1886 par la compagnie des chemins de fer de l'Est et repris en 1938 par la SNCF. La ligne ferme ses portes au trafic passager en 1951, puis définitivement au trafic marchandise en 1973. Bien que la gare et la halle portent le nom de Girancourt, elles sont construites à cheval sur les territoires des communes de Chaumousey et Dommartin-aux-Bois.
- Le Canal de l'Est traverse la commune ainsi que la Véloroute du Téméraire qui le longe.
- Les équipements sportifs : deux stades et deux terrains de tennis sont construits sur la commune de Chaumousey.

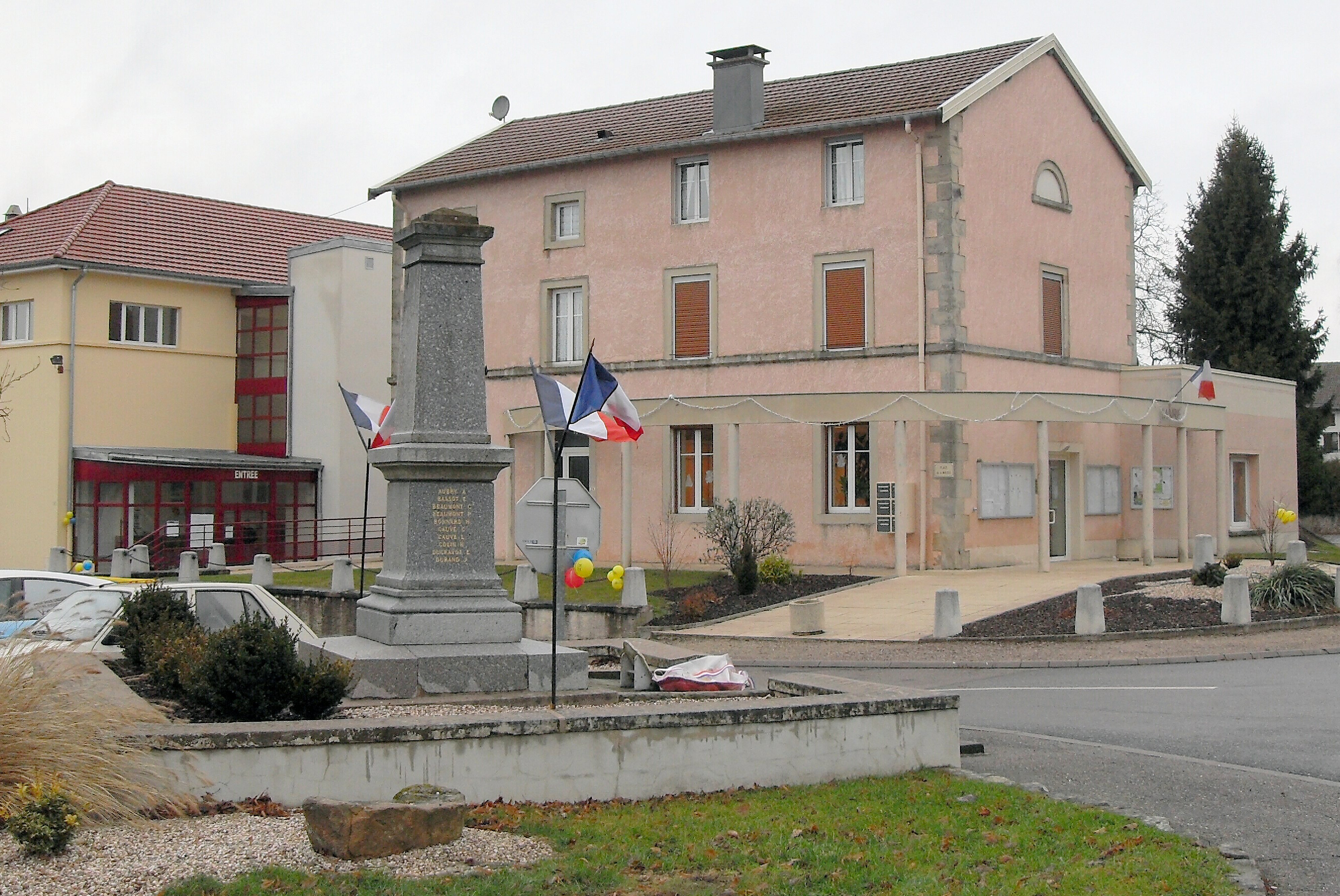
La mairie et le monument aux morts (2016).
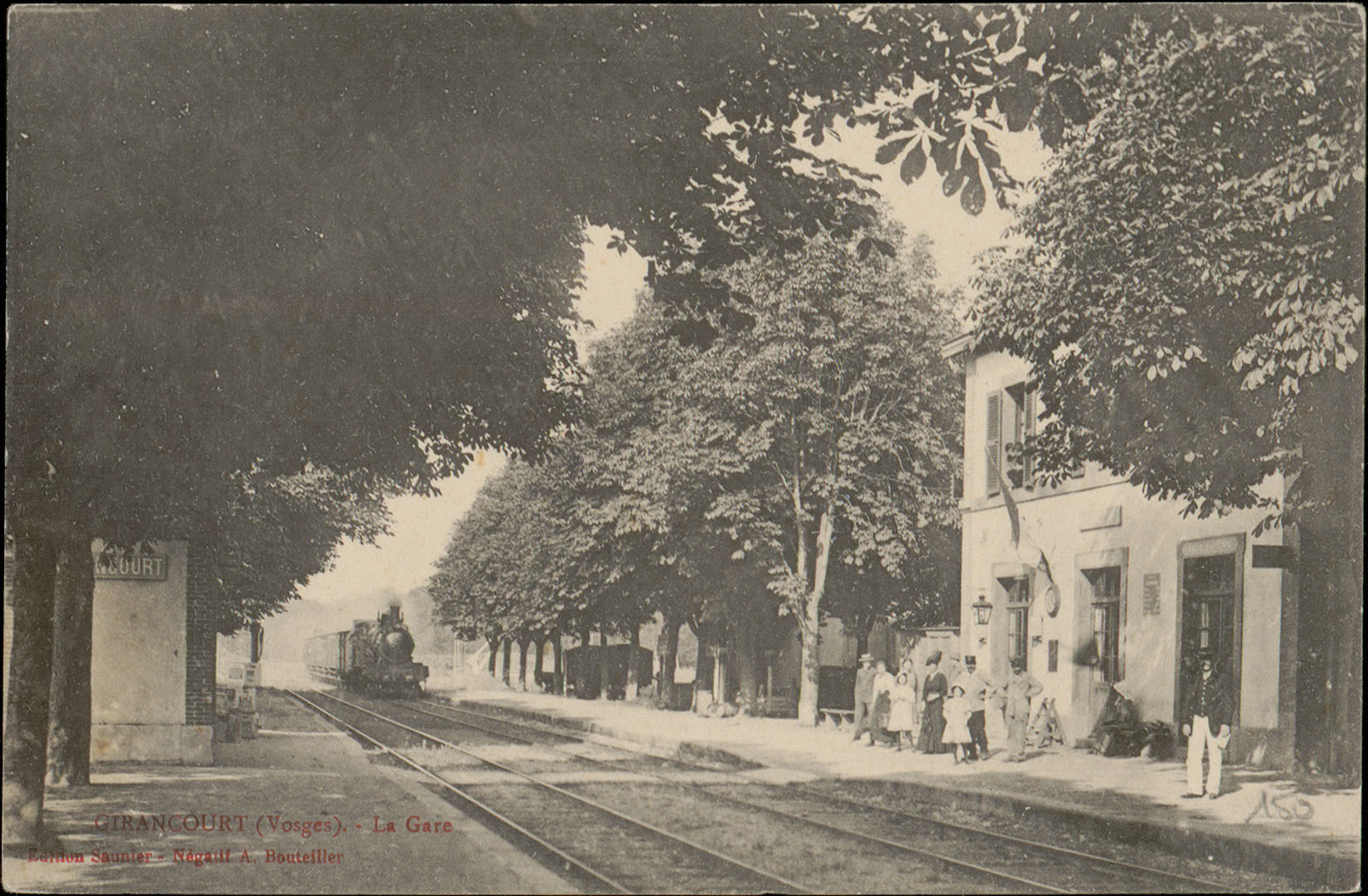
La gare de Girancourt (vers 1900).
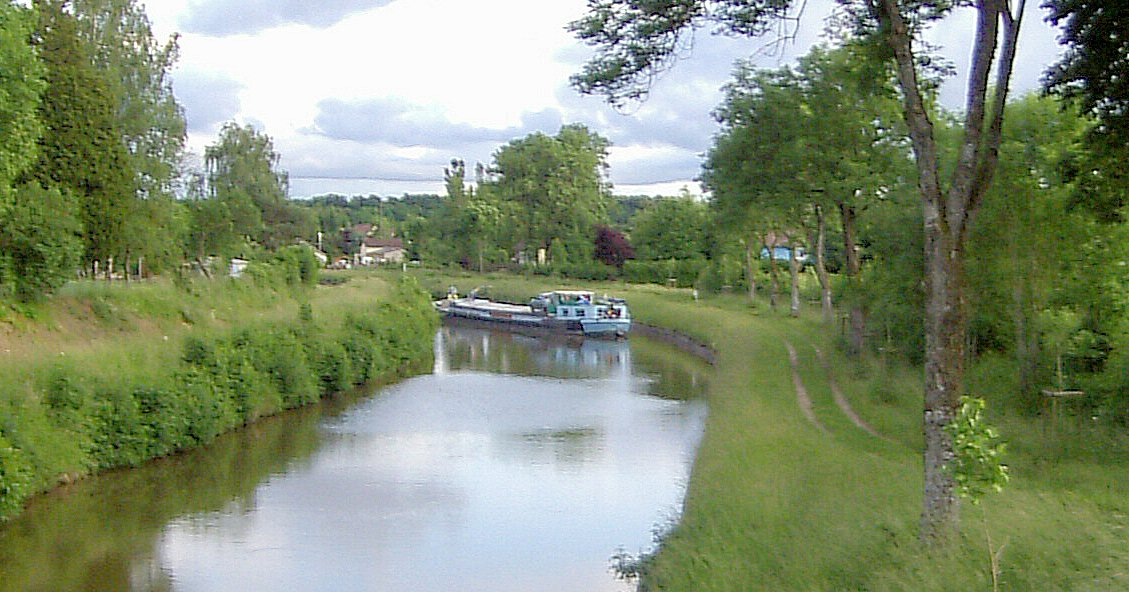
Le canal de l'Est à Girancourt (2008).

#### Patrimoine militaire
- L'ancien fort de Girancourt, construit en 1879-1880 (géré par l'association de chasse Saint-Hubert).
- L'ancien réduit du Thiéha, construit en 1881-1882.

### Patrimoine naturel
Girancourt est intégrée, à des degrés divers, à trois zones naturelles d'intérêt écologique, faunistique et floristique (ZNIEFF) ainsi qu'à un site du réseau Natura 2000; les territoires se recoupant partiellement.
La ZNIEFF des gîtes à chiroptères de Girancourt, de 1re génération et de type 2, concerne la presque totalité du territoire communal, exception faite des bords du canal de l'Est et de quelques îlots dans la partie est de la commune. Il s'étend également à trois autres communes. Dix-sept espèces de chauve-souris, toutes protégées, y sont identifiées.
La ZNIEFF du réservoir de Bouzey, sur quatre communes dont Girancourt, est limitée au réservoir lui-même. Elle abrite notamment des insectes orthoptères qui trouvent refuge dans la végétation des berges du réservoir.
La ZNIEFF Voge et Bassigny, 80 communes, englobe de nombreuses ZNIEFF dont les deux précédemment citées. Elle fait l'inventaire de l'ensemble de la flore et de la faune remarquables de son périmètre.
Le site Natura 2000 des gîtes chiroptères autour d'Épinal concerne quatre communes dont Girancourt où il recouvre partiellement la ZNIEFF des gîtes à chiroptères de Girancourt ; outre les inventaires applicables aux ZNIEFF, les menaces pesant sur le site sont identifiées et les pratiques à même de favoriser son maintien sont encouragées.

### Personnalités liées à la commune
- Jean-Baptiste Guyot, ecclésiastique né à Girancourt le 10 février 1756 et mort le 30 octobre 1821. Pendant la Révolution française, il demeure prêtre réfractaire et échappe de peu à la Terreur[66].

### Héraldique
| Blason | Blasonnement : D’azur à la divise voûtée sommée d'un pont de trois arches, sommé de deux tourelles couvertes ajourées de sable, adextré d'une tour couverte ajourée du même et senestré d'une tour crénelée, le tout d'argent, accompagné en pointe d’une fleur de lys d’or. Commentaires : Le blason a été créé dans les années 1980 et n'a guère de rapport avec l'histoire de la commune. L'ancien château appartenait en effet aux chanoinesses de Remiremont (d'où le chemin des Dames, qui y menait) et non au royaume de France : la fleur de lys d'or n'est qu'un choix stylistique – voire politique – de l'artiste. |

## Pour approfondir